# Заленже-Ельяше
Заленже-Ельяше (пол. Załęże-Eliasze) — село в Польщі, у гміні Ружан Маковського повіту Мазовецького воєводства.
Населення — 47 осіб (2011).
У 1975-1998 роках село належало до Остроленцького воєводства.

## Демографія
Демографічна структура станом на 31 березня 2011 року:
|          | Загалом | Допрацездатний вік | Працездатний вік | Постпрацездатний вік |
| -------- | ------- | ------------------ | ---------------- | -------------------- |
| Чоловіки | 29      | 11                 | 12               | 6                    |
| Жінки    | 18      | 4                  | 8                | 6                    |
| Разом    | 47      | 15                 | 20               | 12                   |